# Škvorec
Škvorec je městys v okrese Praha-východ ve Středočeském kraji. Rozkládá se zhruba 22 kilometrů východně od centra Prahy, tři kilometry jižně od Úval a osm kilometrů severovýchodně od Říčan. Žije zde přibližně 2 300 obyvatel.

## Historie

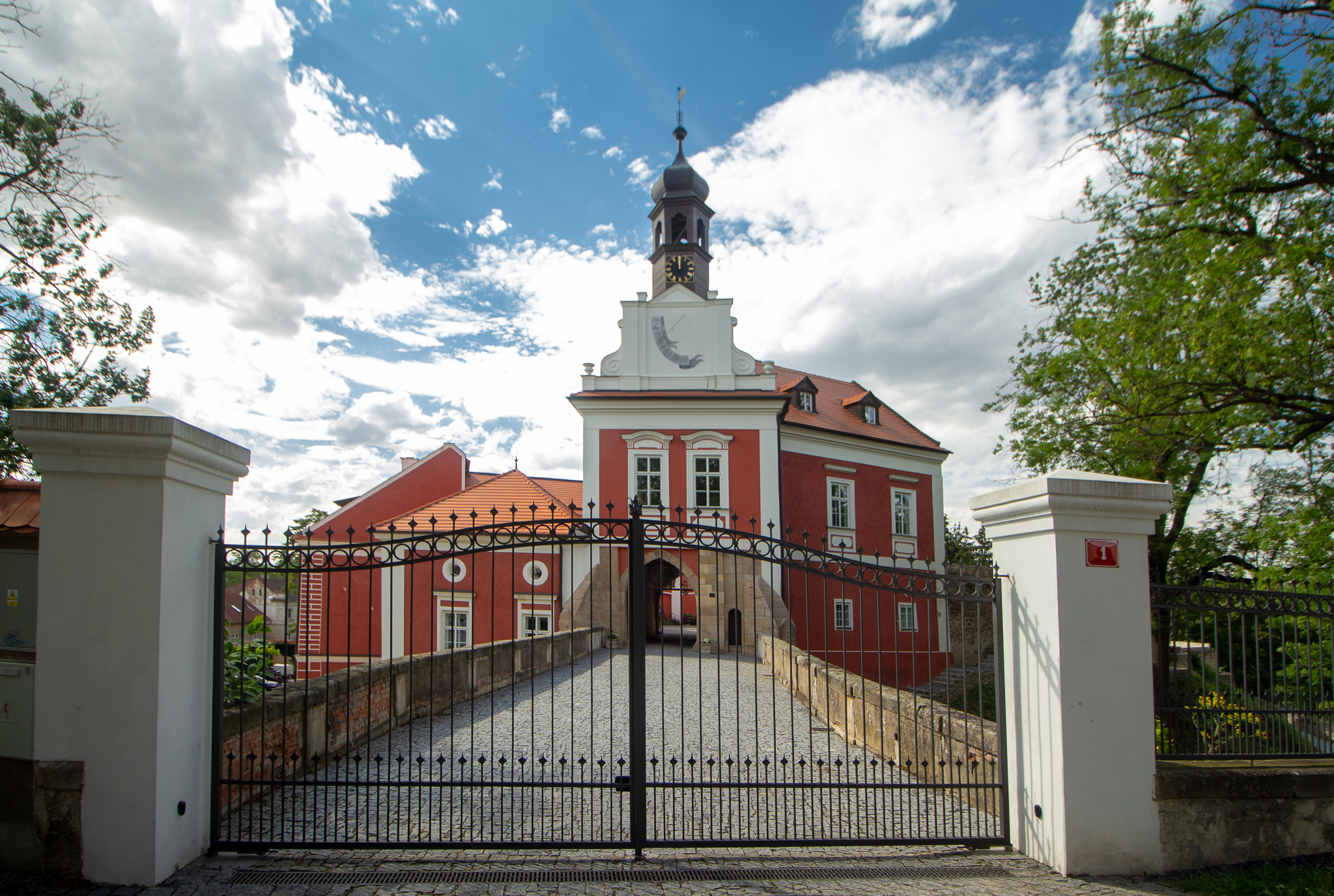
Starý renesanční zámek

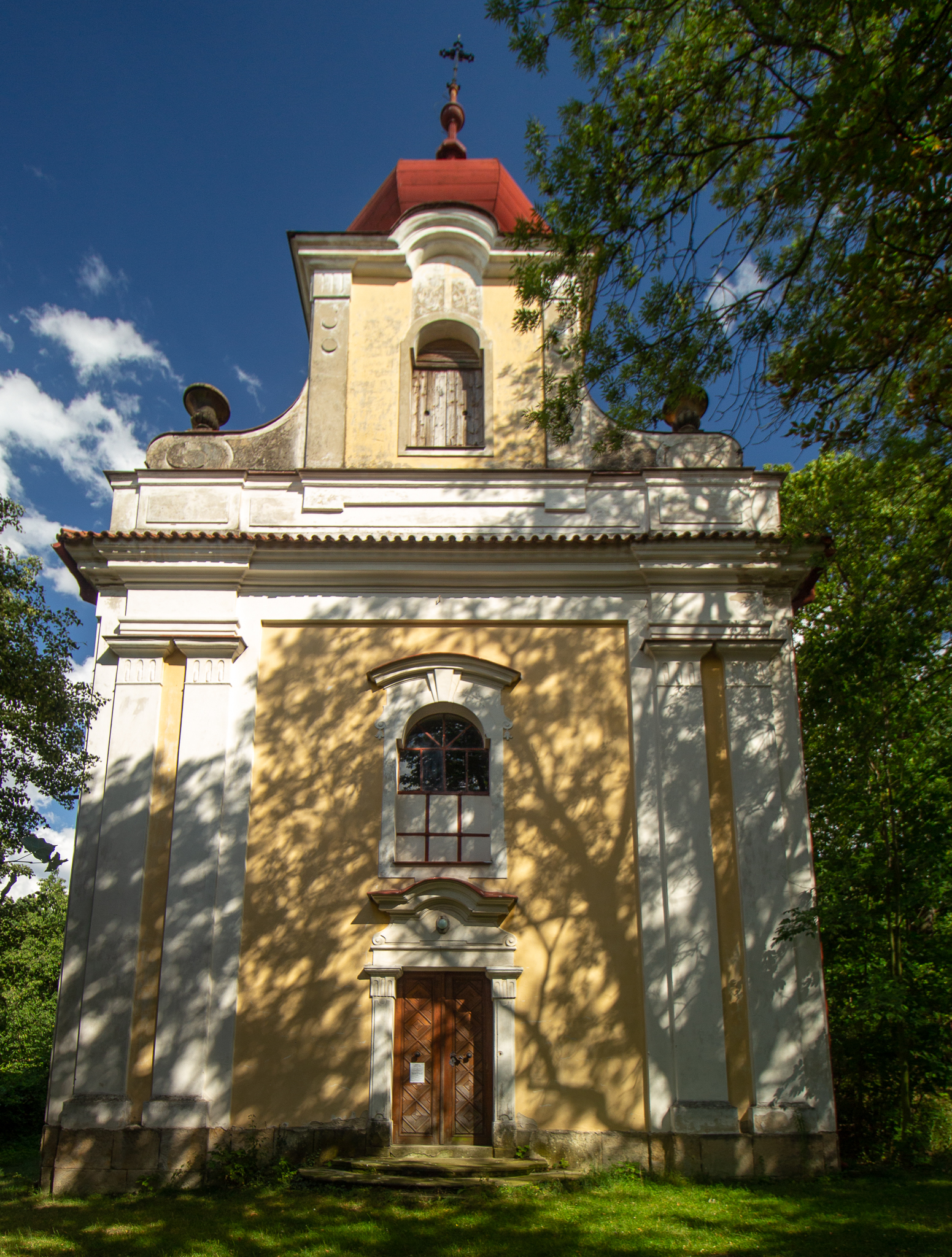
Barokní kostel svaté Anny nechala postavit Marie Terezie Savojská

První písemná zmínka o obci pochází z roku 1279.
Hrad Škvorec byl založen roku 1279 královským komořím Domaslavem; v jeho držení se vystřídali pražští Olbramovici, Klinštejnové, Smiřičtí a Albrecht z Valdštejna, jenž hrad a panství prodal roku 1623 Lichtenštejnům, kterým patřil do roku 1918. Hrad byl během třicetileté války vypálen Švédy, až později (1710) zčásti obnoven a upraven na zámek. Své sídlo zde měla kněžna Marie Terezie Savojská, princezna piemontská, markraběnka ze Zalužan, hraběnka ze Soissonu, rozená říšská kněžna z Lichtenštejna a Mikulova, kněžna opavská a krnovská, dědičná paní panství Kostelec (nad Černými lesy), Uhříněves a Škvorec.
V městysi Škvorec (1073 obyvatel, poštovní úřad, telegrafní úřad, telefonní úřad, kostel československé církve, evangelický kostel, četnická stanice) byly v roce 1932 evidovány tyto živnosti a obchody: lékař, autobusová doprava, 2 bednáři, biograf Sokol, cihelna, cukrář, obchod s umělými hnojivy, 2 holiči, 4 hostince, jednatelství, 2 kapelníci, 2 koláři, kominík, 2 kováři, 4 krejčí, 2 obchody s mlékem, obchod s obilím, pražírna obilí, 4 obuvníci, 2 pekaři, pletárna, pokrývač, porodní asistentka, 12 rolníků, 3 řezníci, 2 sadaři, 2 sedláři, sladovna, 9 obchodů se smíšeným zbožím, spořitelní a záložní spolek, 2 obchody se střižním zbožím, 2 švadleny, 3 trafiky, 2 truhláři, 3 zahradnictví, zámečník.
Ve vsi Třebohostice (239 obyvatel, samostatná obec se později stala součástí Škvorce) byly v roce 1932 evidovány tyto živnosti a obchody: 2 hostince, kapelník, kolář, kovář, 2 rolníci, obchod se smíšeným zbožím, trafika, zahradnictví, zednický mistr.

### Současnost
Část objektu Starého zámku byla v 19. století zbořena, zbylé torzo jihovýchodní části s kamenným mostem a věžičkou se nyní opravuje. Východně od Starého zámku byl na sklonku 18. století postaven Nový zámek, léta využívaný jako panský hospodářský dvůr. Ten je již opraven. Oba zámky jsou veřejnosti nepřístupné.
Od 10. října 2006 byl obci vrácen status městyse.

## Obyvatelstvo
| Rok            | 1869  | 1880  | 1890  | 1900  | 1910  | 1921  | 1930  | 1950  | 1961  | 1970  | 1980  | 1991 | 2001 | 2011  | 2021  |
| -------------- | ----- | ----- | ----- | ----- | ----- | ----- | ----- | ----- | ----- | ----- | ----- | ---- | ---- | ----- | ----- |
| Počet obyvatel | 1 219 | 1 270 | 1 256 | 1 208 | 1 351 | 1 269 | 1 311 | 1 089 | 1 101 | 1 068 | 1 006 | 875  | 916  | 1 578 | 2 167 |
| Počet domů     | 159   | 167   | 169   | 165   | 187   | 197   | 252   | 282   | 269   | 274   | 289   | 343  | 372  | 482   | 661   |

## Obecní správa

### Územněsprávní začlenění
Dějiny územněsprávního začleňování zahrnují období od roku 1850 do současnosti. V chronologickém přehledu je uvedena územně administrativní příslušnost městyse v roce, kdy ke změně došlo:
- 1850 země česká, kraj Pardubice, politický okres Černý Kostelec, soudní okres Český Brod[10]
- 1855 země česká, kraj Praha, soudní okres Český Brod[10]
- 1868 země česká, politický i soudní okres Český Brod[10]
- 1939 země česká, Oberlandrat Kolín, politický i soudní okres Český Brod[11]
- 1942 země česká, Oberlandrat Praha, politický i soudní okres Český Brod[12]
- 1945 země česká, správní i soudní okres Český Brod[13]
- 1949 Pražský kraj, okres Říčany[14]
- 1960 Středočeský kraj, okres Praha-východ[15]

### Části městyse
- Škvorec
- Třebohostice

### Symboly městyse
Znak městyse je historický, vlajka byla městysi udělena rozhodnutím předsedy Poslanecké sněmovny Parlamentu České republiky dne 30. listopadu 2007.

## Doprava
Dopravní síť
- Pozemní komunikace – Obec leží na silnici II/101 Jesenice – Říčany – Škvorec – Úvaly – Brandýs nad Labem.
- Železnice – Železniční trať ani stanice na území obce nejsou. Nejbližší železniční stanicí jsou Úvaly ve vzdálenosti tři kilometry ležící na trati 011 mezi Prahou a Českým Brodem.

Veřejná doprava 2022"
V současné době v obci zastavují linky:
- PID 329 Praha, Skalka (metro A) - Škvorec, Třebohostice - Škvorec, náměstí

(V pracovních dnech 12 spojů o víkendu 3 spoje) (dopravce Dopravní podnik hl. m. Prahy, a. s.),
- PID 423 Úvaly (Vlak) - Škvorec - Doubravčice (v pracovních dnech 40 spojů, o víkendech 10 spojů) (dopravce Okresní autobusová doprava Kolín, s. r. o.)

- PID 686 Úvaly (Vlak)-Škvorec-Křenice-Říčany, nádraží (Vlak) - Říčany, Wolkerova

(v pracovních dnech 17 spojů, o víkendech 9 spoje) (dopravce Stenbus, s. r. o.)
Linka vyjela dne 1.9.2022 díky reorganizaci linkového vedení na Říčansku https://pid.cz/optimalizace-ricansko-1-9-2022/
Veřejná doprava 2011
V obci měly zastávku příměstské autobusové linky:
- Praha, Skalka – Škvorec, náměstí (v pracovních dnech 10 spojů, o víkendech 3 spoje) (dopravce Dopravní podnik hl. m. Prahy, a. s.),
- Praha, Nádraží Klánovice – Úvaly (v pracovních dnech 9 spojů) (dopravce Veolia Transport Praha, s. r. o.) a
- Úvaly–Škvorec–Doubravčice (v pracovních dnech 25 spojů, o víkendech 4 spoje) (dopravce Okresní autobusová doprava Kolín, s. r. o.).

## Pamětihodnosti
- Kostel svaté Anny z let 1759–1767 stavěný na etapy během sedmileté války
- Starý zámek byl založen jako hrad na konci třináctého století. Patřil rodu pražských Olbramoviců, pánům z Klinštejna a Smiřickým ze Smiřic, za nichž byl přestavěn na renesanční zámek. Velká část zámeckých budov byla stržena ve druhé polovině devatenáctého století.[17]
- Nový zámek Škvorec z roku 1792
- Boží muka
- Socha svatého Donáta
- Socha svatého Prokopa od Jana Jiřího Šlanzovského z roku 1725
- Novogotický evangelický kostel z roku 1892

Socha svatého Donáta
Socha svatého Donáta se nachází v polích severovýchodně od obce. Stojí na křižovatce polních cest, kde se ve 14. až 17. století rozprostírala náves vesnice Křimín, která zanikla ve třicetileté válce. Barokní pískovcová socha byla vystavěna nákladem vévodkyně Marie Terezie Savojské z Lichtenštejnu v roce 1765. Stalo se tak po jejím písemném nařízení dne 27. června 1764 ve Vídni, kdy poručila, aby na každém jejím panství byla na příhodném místě v polích postavena socha sv. Donáta, patrona proti krupobití a škodlivé bouřce. Celkem bylo postaveno 6 podobných soch, další lze nalézt na poli u Vykáně (panství Kounice), v Kralovicích, u Svrabova směrem k Brníku (panství Kostelec nad Černými lesy) a také v Uhříněvsi v parku (stejnojmenné panství). Na pískovcovém podstavci sochy je vytesán dnes sešlý znak Savojsko-Lichtenštejnský. Umělecké dílo člověka je obklopeno dílem přírodním. Okolo sochy se do přibližně 16 m výšky tyčí čtyři mohutné kmeny lip, které mají v obvodu 305, 259, 173 a 349 centimetrů a jsou staré okolo 220 let.

## Další fotografie

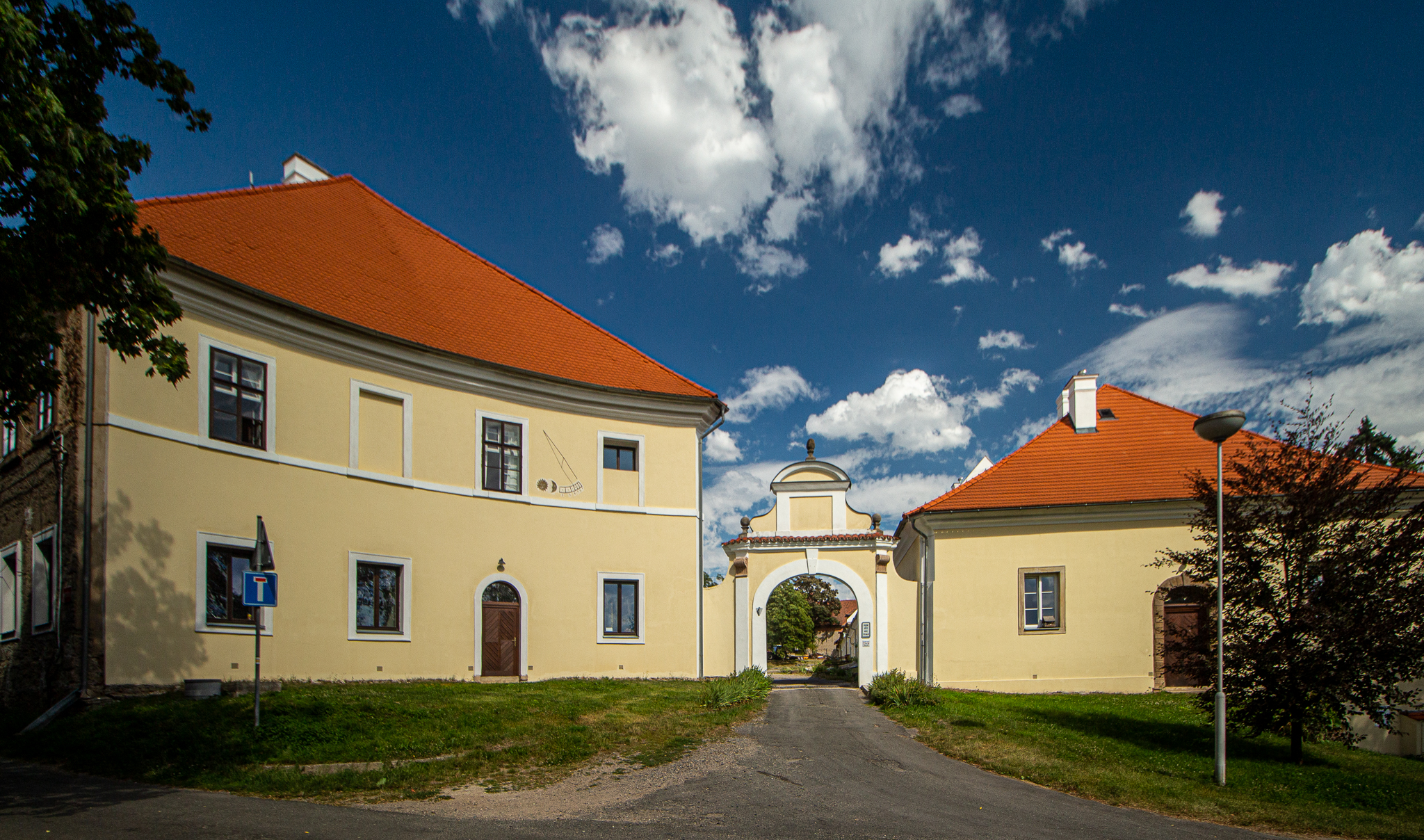
Nový zámek
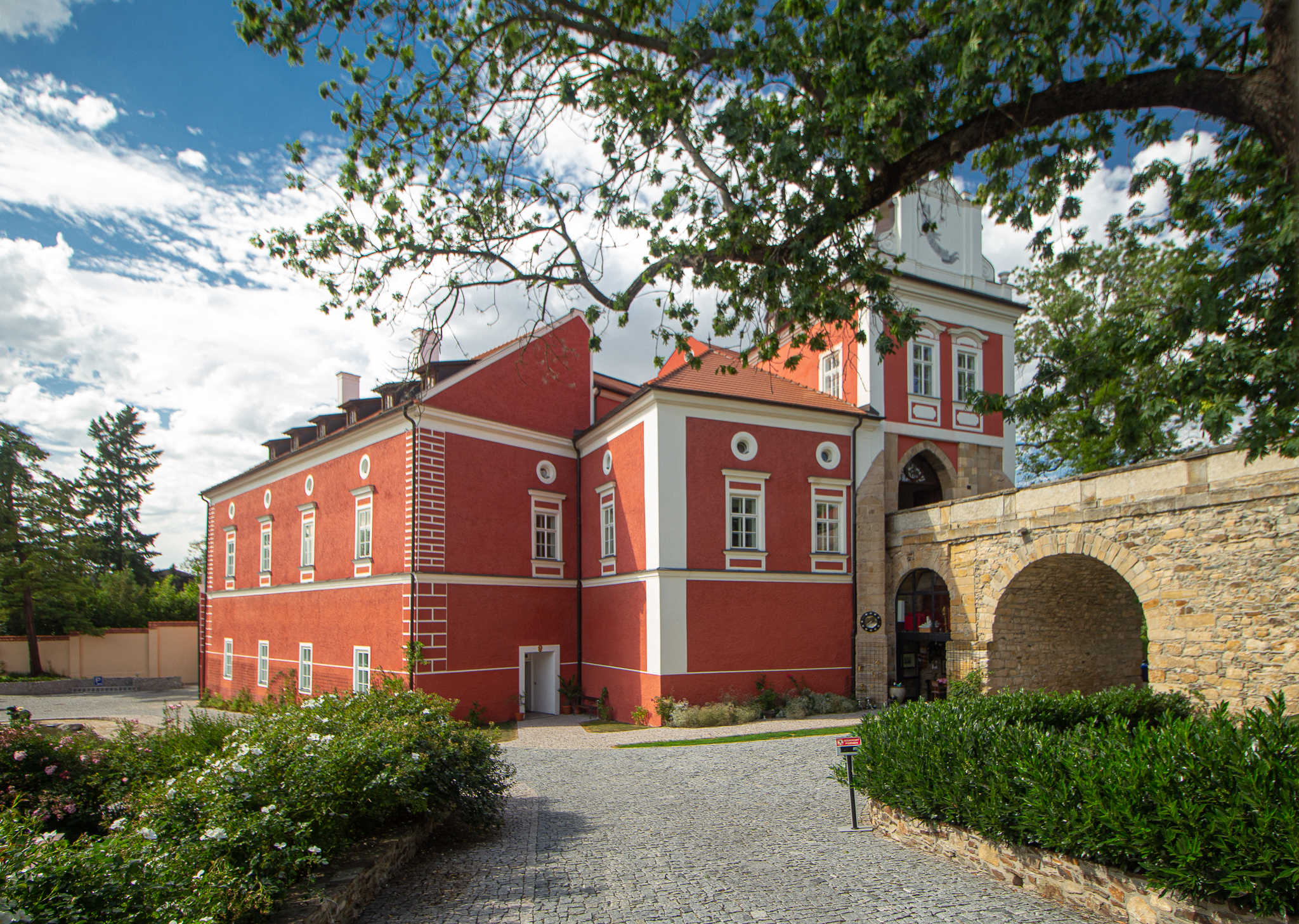
Starý zámek
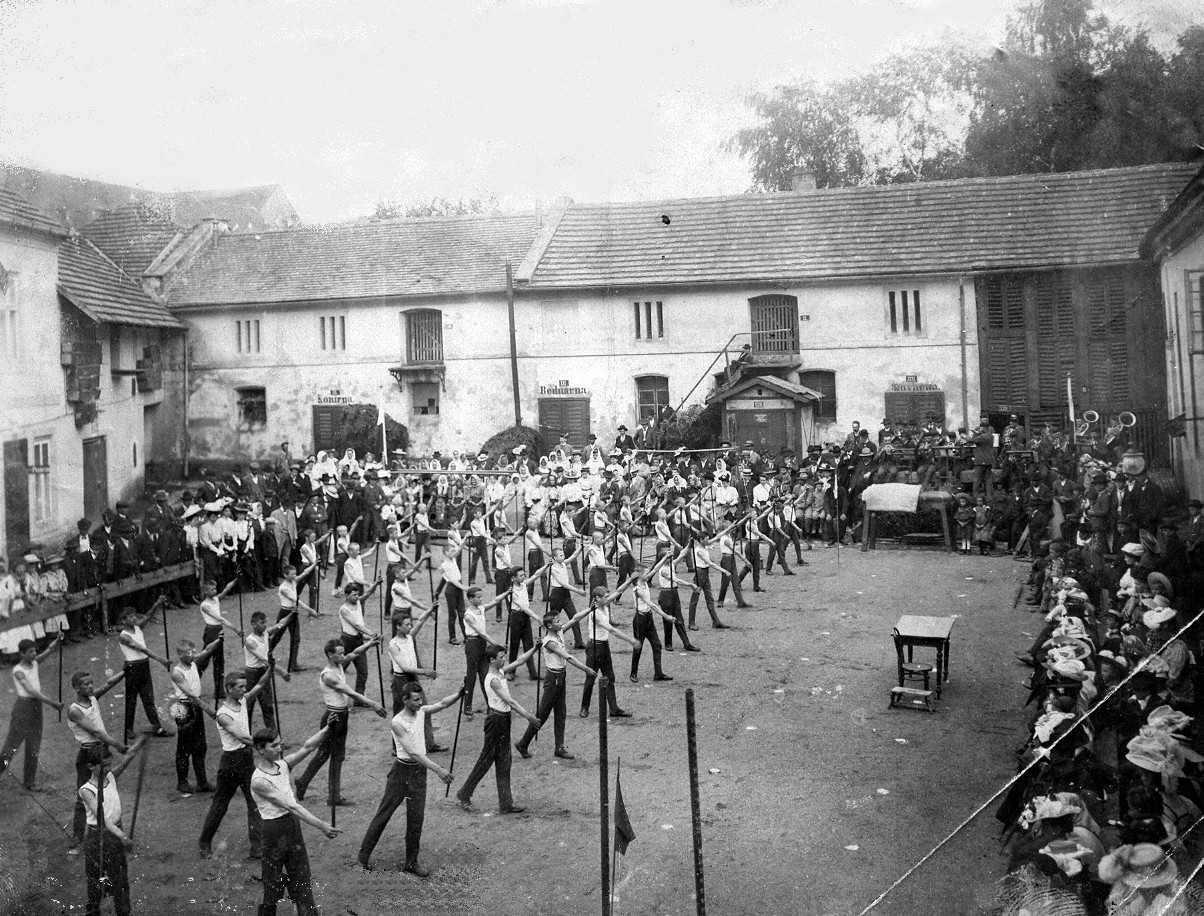
Cvičení Sokola Škvorec na dvoře pivovaru v roce 1908
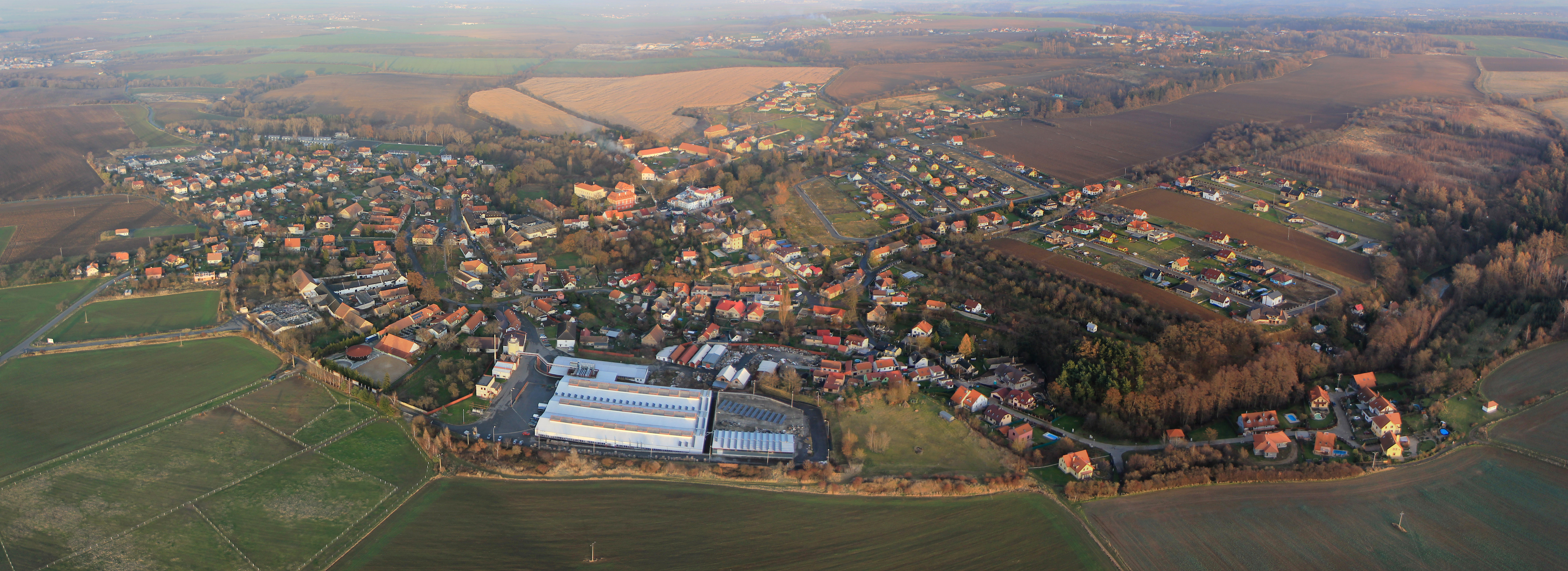
Letecký panoramatický snímek